# Алжезур
Алжезу́р (порт. Aljezur; МФА: [aɫ.ʒɨ.ˈzuɾ], Алжизу́р) — муніципалітет і містечко в Португалії, в окрузі Фару. Розташований у південній частині країни, на березі Атлантичного океану, на теренах історичної португальської провінції Алгарве. Належить до Фаруської діоцезії Католицької церкви в Португалії. Права міського самоврядування має з 1280 року. Поділяється на 4 парафії. За адміністративним поділом, чинним до 1976 року, був складовою провінції Алгарве. Площа муніципалітету — 323,50 км², населення муніципалітету — 5884 ос. (2011); густота населення — 18,19 осіб/км²
. Патрон — Діва Марія. Святковий день муніципалітету — 29 серпня. Поштовий індекс — 8670-005.  Код місцевої адміністративної одиниці — 0803. Складова статистичного регіону Алгарве.

## Географія
Алжезур розташований на півдні Португалії, на заході округу Фару.
Алжезур межує на півночі з муніципалітетом Одеміра, на сході — з муніципалітетом Моншіке, на південному сході — з муніципалітетом Лагуш, на південному заході — з муніципалітетом Віла-ду-Бішпу. На заході омивається водами Атлантичного океану.
Атлантичне узбережжя муніципалітету належить до природного заповідника Південно-західного Алентежу і Вісентінського узбережжя (порт. Parque Natural do Sudoeste Alentejano e Costa Vicentina).
За колишнім адміністративним поділом селище належало до провінції Алгарве — сьогодні це однойменний регіон і субрегіон.

## Історія
1280 року португальський король Дініш надав Алжезуру форал, яким визнав за поселенням статус містечка та муніципальні самоврядні права.

## Населення
| Кількість мешканців | Кількість мешканців | Кількість мешканців | Кількість мешканців | Кількість мешканців | Кількість мешканців | Кількість мешканців | Кількість мешканців | Кількість мешканців | Кількість мешканців | Кількість мешканців | Кількість мешканців | Кількість мешканців | Кількість мешканців | Кількість мешканців |
| ------------------- | ------------------- | ------------------- | ------------------- | ------------------- | ------------------- | ------------------- | ------------------- | ------------------- | ------------------- | ------------------- | ------------------- | ------------------- | ------------------- | ------------------- |
| 1864                | 1878                | 1890                | 1900                | 1911                | 1920                | 1930                | 1940                | 1950                | 1960                | 1970                | 1981                | 1991                | 2001                | 2011                |
| 3 956               | 4 225               | 4 593               | 5 053               | 5 720               | 6 160               | 6 977               | 7 889               | 8 088               | 8 139               | 6 202               | 5 059               | 5 006               | 5 288               | 5 884               |

## Парафії
1. Алжезур (порт. Aljezur)
2. Бордейра (порт. Bordeira)
3. Одесейше (порт. Odeceixe)
4. Рожіл (порт. Rogil)

## Економіка, побут, транспорт
Економіка району головним чином представлена сільським та лісовим господарством (деревостани коркового дуба). Паралельно розвиваються торгівля, будівництво та туризм.
На атлантичному узбережжі муніципалітету знаходяться 14 пляжів (порт. Praia das Adegas, Praia do Amado, Praia da Amoreira, Praia da Arrifana, Praia da Bordeira, Praia do Canal, Praia da Carreagem, Praia do Monte Clérigo, Praia de Odeceixe, Praia do Penedo, Praia da Quebrada, Praia da Samouqueira, Praia de Vale dos Homens, Praia de Vale Figueiras).
Через селище проходить національна автомобільна дорога N-120.

## Туризм
Серед архітектурних пам'яток особливий інтерес викликають дві фортеці (порт. Castelo de Aljezur, Castelo de Arrifana), декілька церков та каплиць як у самому селищі так і на території муніципалітету (порт. Igreja da Misericórdia de Aljezur, Igreja Matriz de Nossa Senhora da Alva).
Природний заповідник Південно-західного Алентежу і Вісентінського узбережжя має популярність завдяки своїм нескінченим пляжам.

## Галерея

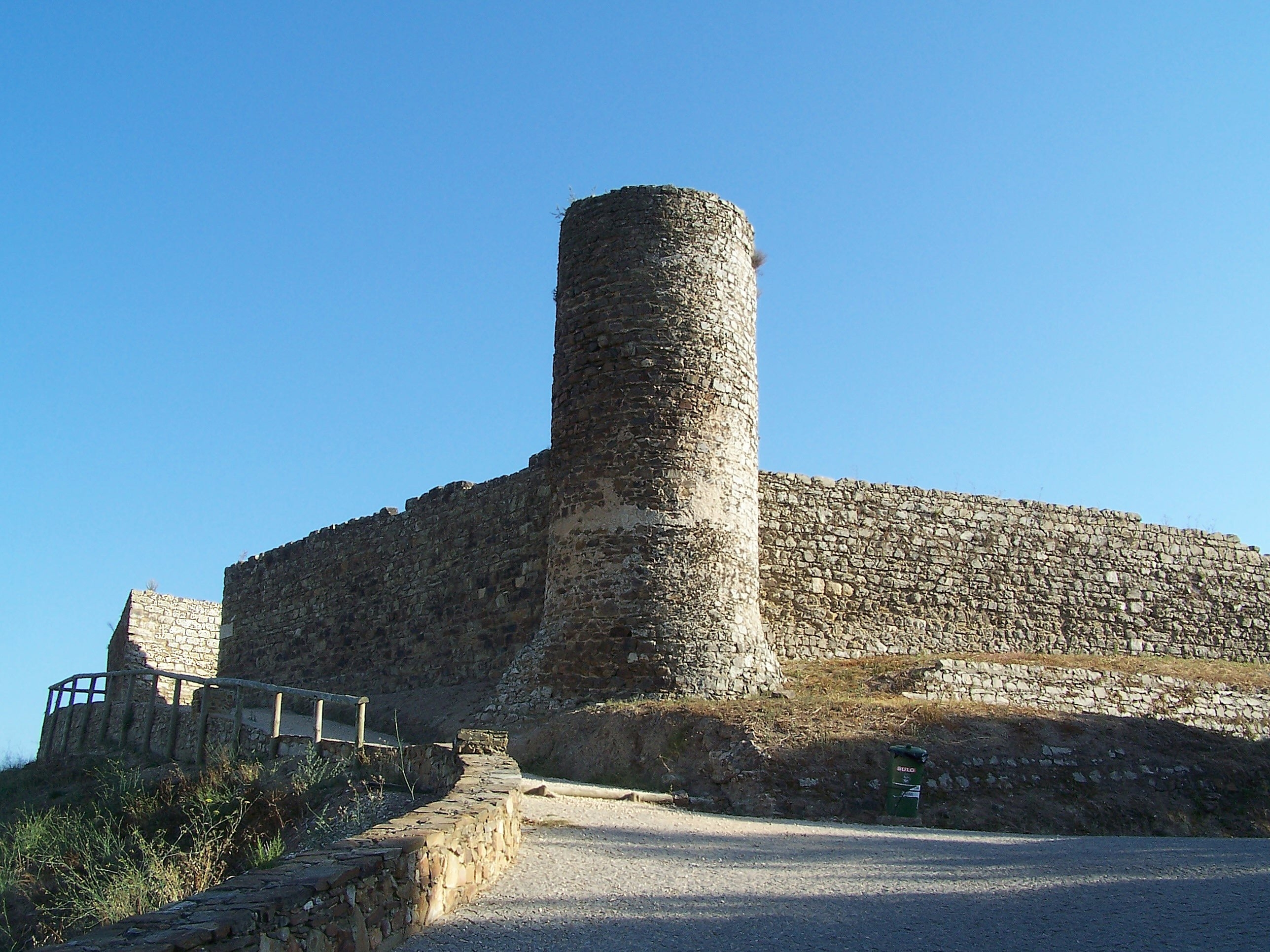
Фортеця в Алжезурі
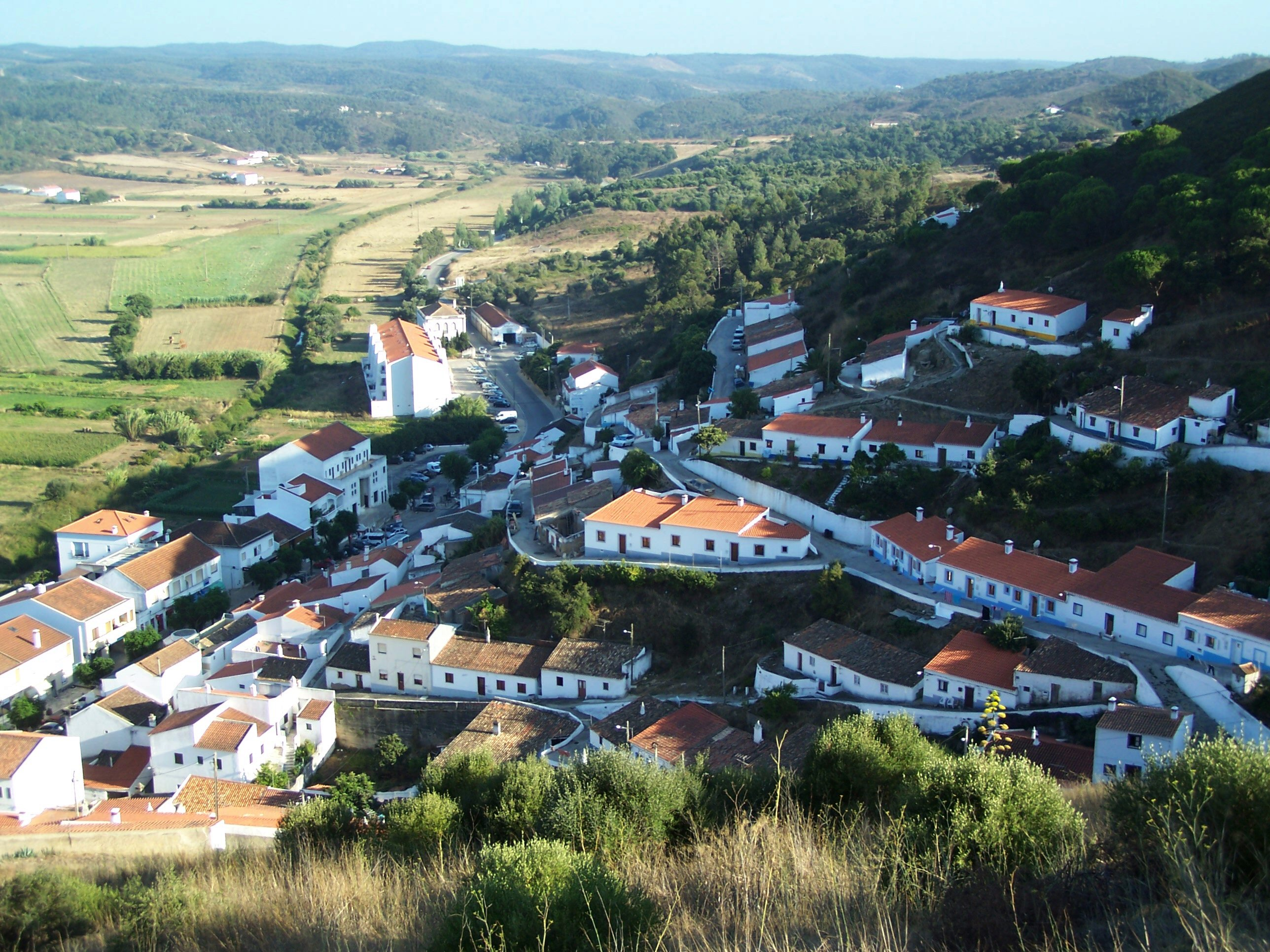
Стародавня частина селища
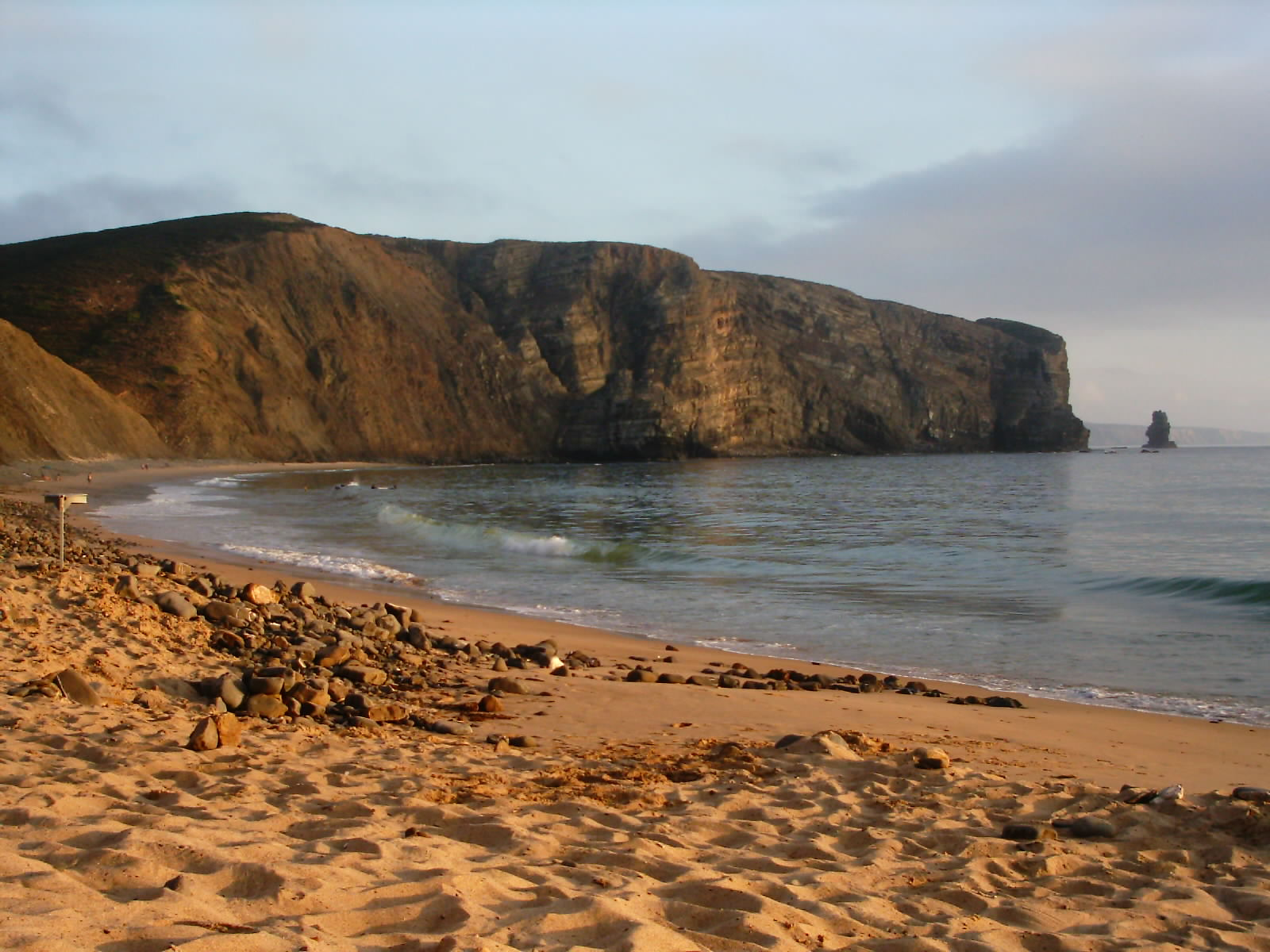
Пляж «Арріфана»
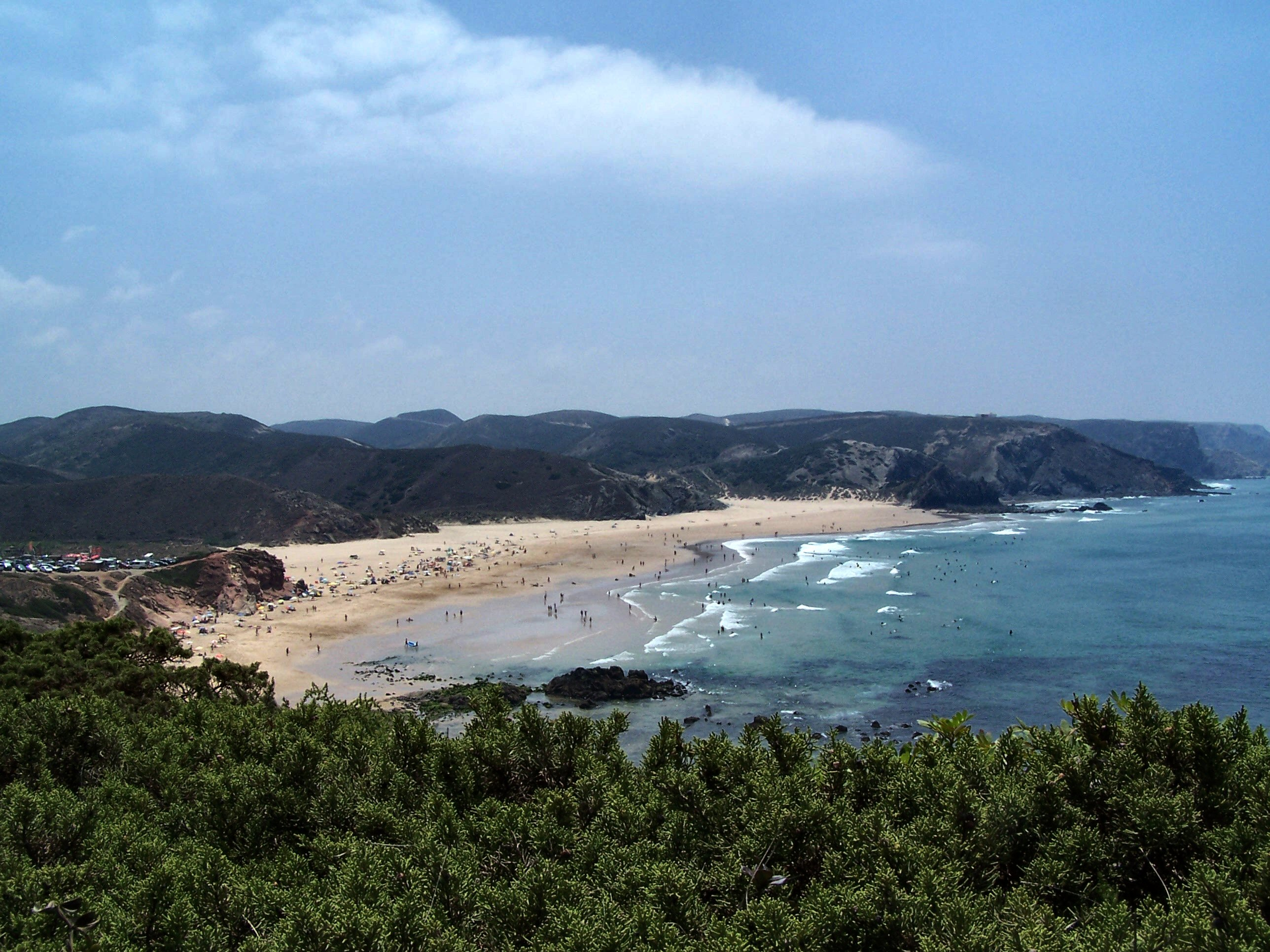
Пляж «Амаду»